# غوستاف بيب
غوستاف أنيسيه بيب مبانغ (بالتركية: Gustave Bebbe)‏ (مواليد 22 يونيو 1982 في ياوندي) لاعب كرة قدم كاميروني دولي يلعب حاليا في نادي دياربكرسبور التركي ويجيد اللعب في مركز الجناح والهجوم .
حصل بيب على الجنسية التركية ومنح اسم ألبير أيدن ولكنه فقد الفرصة في تمثيل تركيا بسبب مشاركته مع الكاميرون في يونيو 2008 .

## روابط خارجية
- غوستاف بيب على موقع الاتحاد الدولي (مؤرشف)  (الإنجليزية)
- غوستاف بيب على موقع اتحاد تركيا (لاعب) (الإنجليزية)
- غوستاف بيب على موقع قاعدة بيانات كرة القدم.إي يو (الإنجليزية)
- غوستاف بيب على موقع ناشيونال فوتبول تيمز (الإنجليزية)
- غوستاف بيب على موقع أوليمبيديا (الإنجليزية)